# Neodiaptomus intermedius
Neodiaptomus intermedius là một loài động vật chân đốt nước ngọt thuộc họ Diaptomidae. Loài này thường sống ở các vùng nước ngọt nội địa của Nam Ấn Độ như Nilgiri, Tirumala, Kaza và Shoranur. Môi trường sống của chúng có thể ở bất kỳ vùng nước nào ở đồng bằng hoặc đồi núi cao.